# Racoș (gmina)
Racoș – gmina w Rumunii, w okręgu Braszów. Obejmuje miejscowości Mateiaș i Racoș. W 2011 roku liczyła 3336 mieszkańców. 